# Людимы
Люди́мы (бел. Людзі́мы) — деревня в Сморгонском районе Гродненской области Белоруссии.
Входит в состав Вишневского сельсовета.
Расположена в северной части района. Расстояние до районного центра Сморгонь по автодороге — около 30,5 км, до центра сельсовета агрогородка Вишнево по прямой — чуть менее 6,5 км. Ближайшие населённые пункты — Выголененты, Дубки, Чёрная Лужа. Площадь занимаемой территории составляет 0,0967 км², протяжённость границ 1720 м.
Согласно переписи население деревни в 1999 году насчитывало 6 человек.
К югу от Людим расположен Жодишковский заказник местного значения.